# Perleťový oblak

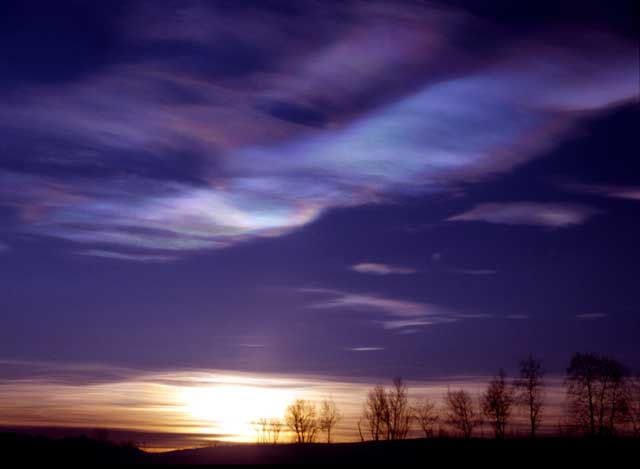
Perleťová oblaka

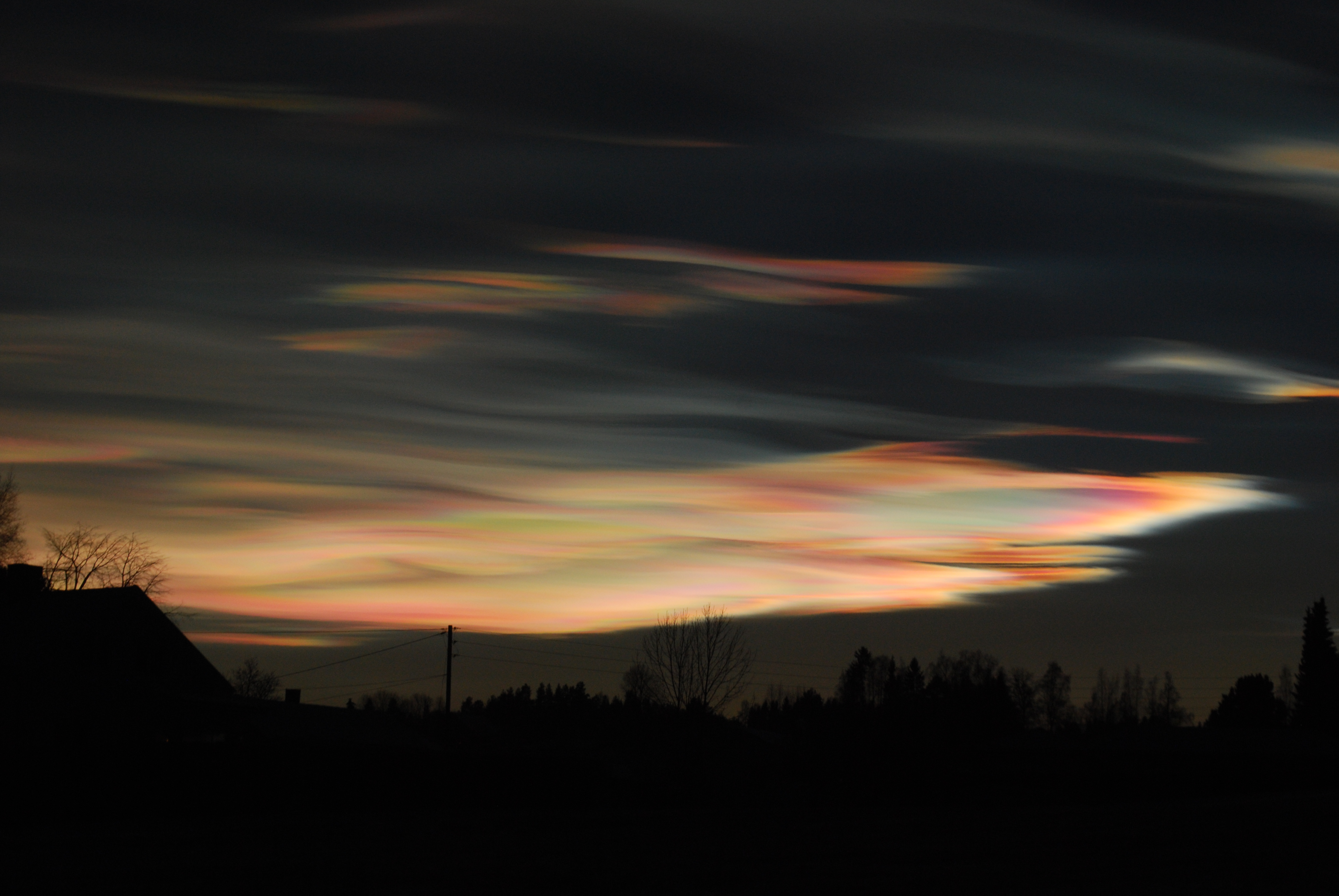
Perleťová oblaka, prosinec 2014, jižní Norsko

Perleťová oblaka, také známá jako polární stratosférická oblaka (anglickou zkratkou PSC), jsou oblaka v polární stratosféře. Jsou na pohled velmi atraktivní, zároveň se však mohou podílet na vzniku ozónových děr.

## Vznik
Stratosféra je ve srovnání s troposférou velmi suchá a pouze výjimečně v ní vzniknou vhodné podmínky pro tvorbu oblak. Perleťová oblaka vznikají v zimním období v polárních oblastech, ve výšce kolem 15 000–30 000 metrů, zhruba ve dvojnásobné výšce než běžná nejvyšší oblaka, cirrus. Podmínkou pro vznik perleťového oblaku typu I je teplota pod −78 °C, pro typ II teplota pod −88 °C.

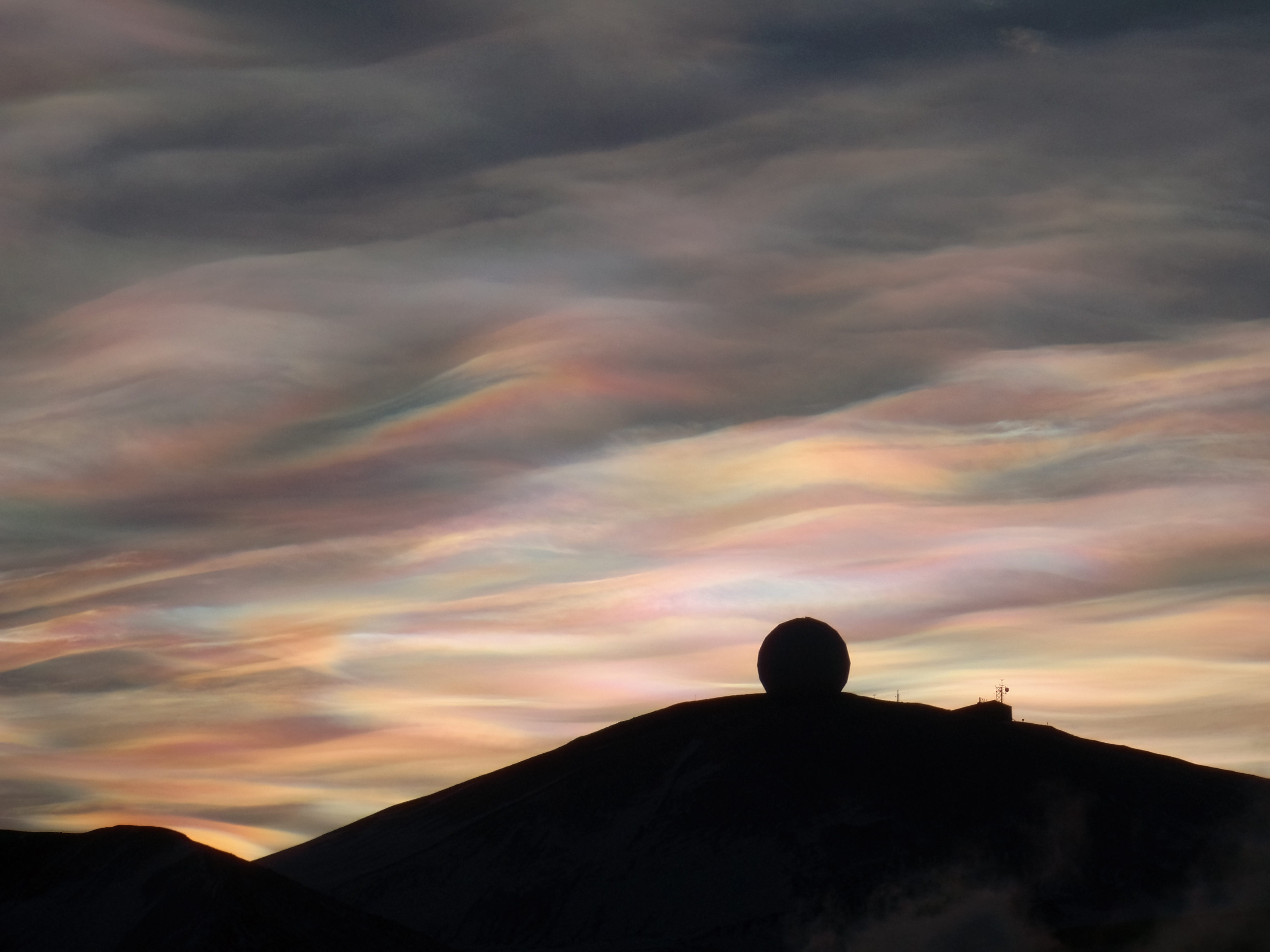
Perleťová oblaka, Antarktida

Na vznik perleťových oblak má vliv i vítr. Silný vítr proudící přes horský hřeben může vytvářet vlny velmi studeného vzduchu, které se v atmosféře šíří směrem nahoru až do spodních vrstev stratosféry. V horských oblastech tak může lokálně dojít k tvorbě oblak typicky čočkovitého tvaru. V tomto případě se jedná o perleťový oblak typu II, který obsahuje pouze krystaly vody.

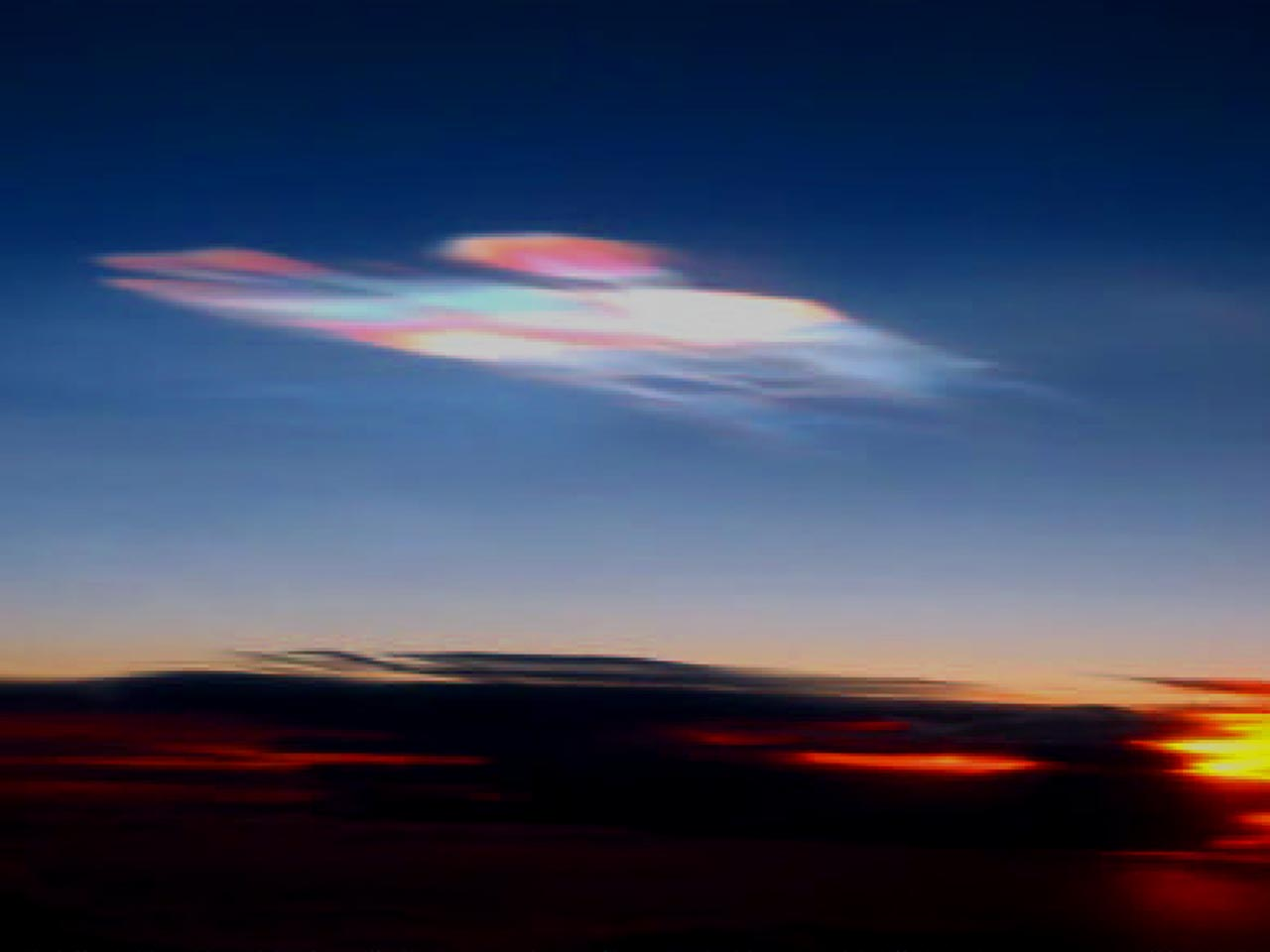
Perleťová oblaka, typ II

## Typologie
Jednotlivé typy mají své odlišné chemické složení.
Typ I: voda, kyselina dusičná a/nebo kyselina sírová (existují celkem tři podtypy). Typ II: krystaly vody

## Pozorování
Perleťová oblaka bývají nejlépe pozorovatelná při úsvitu a soumraku, přesněji v době, kdy je slunce 1° až 6° pod horizontem. V této chvíli totiž dochází k podobnému efektu, jako když světlo prochází hranolem. Dojde k rozptylu světla ze slunečních paprsků a k následné duhové barevné škále a charakteristické perleťové podobě. Pro fotografování se doporučuje použití polarizačního filtru.

## Vliv na úbytek ozónu
Perleťová oblaka mají vliv na vznik ozonových děr. Jejich účinek na úbytek ozonu spočívá v jejich napomáhání chemickým reakcím produkujícím aktivní formu chloru, který urychluje rozklad ozonu Další chemické reakce s negativním dopadem souvisí se schopností perleťových oblak odstraňovat kyselinu dusičnou, výsledkem čehož je další úbytek ozonu. Na úbyku ozónové vrstvy se podílí pouze perleťová oblaka typu I.